# Olisthodiscaceae
 (février 2022).
Famille
Les Olisthodiscaceae sont une famille d'algues de l'embranchement des Ochrophyta  de la classe des Olisthodiscophyceae et de l’ordre des Olisthodiscales .    

## Étymologie
Le nom vient du genre type Olisthodiscus, construit à partir du préfixe olisth-, de ὀλίσθαν / olísthan, glissant, et du suffixe -disc, disque, probablement en référence à la forme de l'organisme et à son mode de déplacement « Le mode de nage principal (d’Olisthodiscus) étant le glissement sans rotation ».

## Liste des genres
Selon AlgaeBase (21 février 2022) :
- Olisthodiscus N.Carter, 1937

### Vidéos
- (ja) Film Algues / Protistes N° 019 Olisthodiscus luteus : voir en ligne